# Teucholabis (Teucholabis) sentosa
Teucholabis (Teucholabis) sentosa is een tweevleugelige uit de familie steltmuggen (Limoniidae). De soort komt voor in het Neotropisch gebied.